# Френкі (фільм, 2019)
«Френкі» (англ. Frankie) — копродукційний фільм-драма Франції, Португалії, Бельгії та США 2019 року, поставлений режисером Айрою Сакс. Світова прем'єра стрічки відбулася 20 травня 2019 року на 72-му Каннському міжнародному кінофестивалі, де вона брала участь в основній конкурсній програмі у змаганні за Золоту пальмову гілку .

## Сюжет
Френкі, відома французька акторка, дізнається, що їй залишилося жити лише кілька місяців. Вона вирішує провести свій останній сімейний відпочинок у Сінтрі в Португалії.

## У ролях
| • Ізабель Юппер    | … | Френкі  |
| • Грег Кіннер      | … | Гері    |
| • Маріса Томей     | … | Ірен    |
| • Жеремі Реньє     | … | Поль    |
| • Брендан Глісон   | … | Джиммі  |
| • Еріон Бакаре     | … | Ян      |
| • Вінетт Робінсон  | … | Сільвія |
| • Карлоту Котто    | … | Тіаго   |
| • Паскаль Греггорі | … | Майкл   |
| • Сеннія Нануа     | … | Майя    |

## Знімальна група
- Автор сценарію — Айра Сакс, Мауриціо Захаріас
- Режисер-постановник — Айра Сакс
- Продюсер — Саїд Бен Саїд, Мішель Меркт
- Виконавчий продюсер — Кевін Чнеївейс, Лукас Хоакін
- Асоційований продюсер — Катерина Меркт
- Співпродюсер — Анн Берже, Діана Елбаум, Луїш Урбано
- Оператор — Руй Посес
- Композитор — Дікон Гінчліфф
- Монтаж — Софі Рейне
- Художник-костюмер — Сільвія Грабовскі

## Нагороди та номінації
| Список нагород та номінацій  | Список нагород та номінацій | Список нагород та номінацій | Список нагород та номінацій | Список нагород та номінацій | Список нагород та номінацій |
| Кінофестиваль/Кінопремія     | Рік                         | Категорія                   | Номінант(и)                 | Результат                   | Дж                          |
| ---------------------------- | --------------------------- | --------------------------- | --------------------------- | --------------------------- | --------------------------- |
| 72-й Каннський кінофестиваль | 2019                        | Золота пальмова гілка       | Френкі                      | Номінація                   | [ 2 ]                       |